# Валтопина
Валтопина (итал. Valtopina) је насеље у Италији у округу Перуђа, региону Умбрија.
Према процени из 2011. у насељу је живело 714 становника. Насеље се налази на надморској висини од 365 м.

## Становништво
| 1931. | 1936. | 1951. | 1961. | 1971. | 1981. | 1991. | 2001. | 2011. |
| ----- | ----- | ----- | ----- | ----- | ----- | ----- | ----- | ----- |
| 1.783 | 1.833 | 2.161 | 1.853 | 1.494 | 1.410 | 1.401 | 1.341 | 1.486 |